# Commune de Iisaku

La commune d'Iisaku   est une Commune rurale située dans le comté de Viru-Est (autrefois Wierland oriental) au nord de l'Estonie. Sa population est de 1252 habitants et sa superficie de 258 km2.

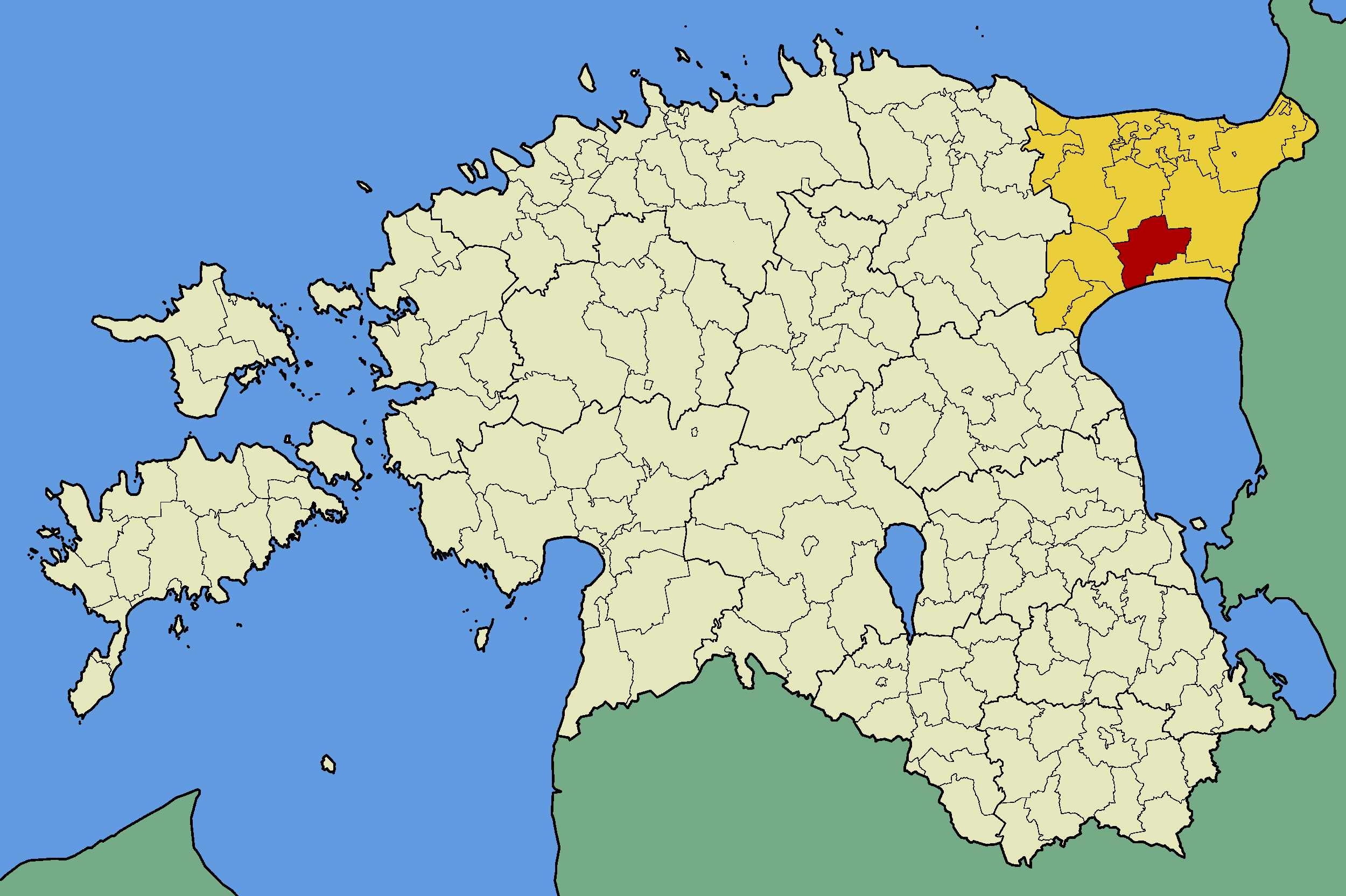
Commune de Iisaku (rouge)
dans le Virumaa oriental (jaune).

## Description
La commune d'Avinurme est formée du bourg d'Iisaku et des 17 villages suivants: Alliku - Imatu - Jõuga - Kasevälja - Kauksi - Koldamäe - Kuru - Lipniku - Lõpe - Pootsiku - Sõrumäe - Sälliku - Taga-Roostoja - Tammetaguse - Tärivere - Vaikla - Varesmetsa.